# Stårheim
Stårheim ist ein Dorf in der norwegischen Kommune Stad in der Provinz Vestland. Es befindet sich am Ausläufer des Tals Stårheimdalen, am nördlichen Ufer des Eidsfjords. Es ist eine der ältesten Siedlungen am Nordfjord und liegt etwa zwölf Kilometer von Nordfjordeid entfernt.

## Geschichte
Der Ort hat etwa 700 Einwohner und eine Geschichte, die bis in das Mittelalter zurückgeht.

## Kultur und Sehenswürdigkeiten

### Musik
- Stårheim Skulekorps

Etwa 30 Mitglieder starkes Blasorchester der Stårheim Skule, organisiert als Musikkorps mit Uniform, ähnlich einem Militärmusikkorps.

### Bauwerke
- Starheim Kirche

Denkmalgeschützte hölzerne Saalkirche von 1864 mit angegliedertem Friedhof, erbaut von Christian Heinrich Grosch.

### Sport
Mit dem Stårheim Idrettslag hat das Dorf einen eigenen, 1935 gegründeten Sportverein mit den Sektionen Fußball, Handball, Leichtathletik, Skilanglauf, Skispringen und Biathlon. Besonders die Biathlon-Sektion des Vereins ist sehr erfolgreich und bekannt durch den Biathleten und Skilangläufer Ronny Hafsås, der in Stårheim geboren wurde und nach wie vor für den Stårheim IL startet.

## Wirtschaft und Infrastruktur

### Verkehr
Durch den Ort führen der Riksvei 15 sowie der Fylkesvei 661. Eine regelmäßig verkehrende Fähre verbindet Stårheim über den Nordfjorden mit dem Ort Isane in der Kommune Bremanger.

### Bildung
- Stårheim Barnehage

Kindergarten, erbaut 1989, für Kinder zwischen ein und sechs Jahren. Die meisten Kinder kommen aus Stårheim direkt, etliche auch aus den Ortschaften Kjølsdalen und Haugen sowie aus Nordfjordeid.
- Stårheim skule:

Grundschule mit Unterrichtsangebot von der ersten bis zur siebenten Klassenstufe. Insgesamt neun Lehrkräfte unterrichten derzeit pro Jahr etwa 50 Schüler.

## Söhne und Töchter der Stadt
- Ronny Hafsås (* 1985), Biathlet und Skilangläufer
- Johan-Olav Botn (* 1999), Biathlet